# Knemodynerus tectus
Knemodynerus tectus är en stekelart som först beskrevs av Fabricius 1781.  Knemodynerus tectus ingår i släktet Knemodynerus och familjen Eumenidae. Inga underarter finns listade i Catalogue of Life.